# José Seidel
José Seidel y Aymerich (La Habana, 1849–ibíd., 30 de octubre de 1895) fue un militar y científico cubano, combatiente en la tercera guerra carlista y catedrático de Geología en la Universidad de La Habana.

## Biografía
Según una necrología publicada a su muerte, fue militar de carrera y sirvió en el Ejército español, en el que ostentó el grado de comandante haciendo la guerra a los separatistas cubanos. Tras la revolución de 1868, se había adherido al carlismo y protegió a los legitimistas deportados a Cuba.
Al estallar la guerra carlista de 1872-1876, pasó a la Península y combatió en las filas de Don Carlos como 2.º jefe y teniente coronel del 2.º batallón de Navarra —el de «Radica»—, ascendiendo a coronel por méritos de guerra en la acción de Lumbier, en la que fue herido. Debido a sus virtudes piadosas, sus subordinados lo apodaron «el coronel santo». Terminada aquella campaña, algún general le ofreció que volviera al Ejército gubernamental, en el que se le reconocería el empleo de coronel, pero lo rechazó. Regresó a Cuba, donde se doctoró en Ciencias.
En su patria permaneció leal al carlismo y fue el primer corresponsal que tuvo en la Gran Antilla el diario tradicionalista El Correo Español. Mantuvo incluso relación personal con Don Carlos, que fue padrino de uno de sus hijos. Antes de morir pediría a un amigo suyo que escribiese a Venecia haciendo saber al Duque de Madrid que hasta los últimos momentos de su vida seguía defendiendo y amando la causa que este representaba.
Entre sus obras destacan una Monografía del género "Zea" (1890), en la que estudió el origen, la historia, geografía, fitografía, variedades, micrografía, análisis y cultivo de la planta de maíz; y un Compendio de Mineralogía general (1892), trabajo de compilación de diversos autores que vino a sustituir la obra de Felipe Poey, y en el que insertó una "Breve reseña de los principales yacimientos explotados en la Isla de Cuba". Sus trabajos fueron elogiados en publicaciones científicas como Repertorio Médico Farmacéutico, Revista Cubana y Biblioteca Científica Cubana.

## Obras
- Monografía del género "Zea" presentada por D. José Seidel... Habana. Tipografía Los Niños Huérfanos. 1890. En 4.º M, 57 ps.[10]
- Compendio de Mineralogía general. Habana. Imprenta Los Niños Huérfanos. 1892. En 4.º, XIV—363 ps.[8]
- Discurso de recepción en la Academia de Ciencias. Sobre las minas de cobre de la Isla de Cuba. Habana. Imprenta de A. Álvarez. 1893. En 4.º, 39 ps.[9]